# Stéphane Konaté
 (juin 2020).
Si vous disposez d'ouvrages ou d'articles de référence ou si vous connaissez des sites web de qualité traitant du thème abordé ici, merci de compléter l'article en donnant les références utiles à sa vérifiabilité et en les liant à la section « Notes et références ».
Stéphane Sornan Konaté, né le 23 août 1980 à Bouaké, est un joueur international de basket-ball de Côte d'Ivoire. Évoluant au poste d'arrière de 1,92 m, il joue à l'Abidjan Basket Club.

## Biographie
Stéphane Sornan Konaté est membre de l'équipe de Côte d'Ivoire de basket-ball depuis 2003 et a joué en Espagne pour Palencia Baloncesto (en) de la ville de Palencia, au Maroc pour l'équipe d'ASE Essaouira et en Égypte pour l'équipe de Gezira sporting club. Il est vice-champion d'Afrique lors de l'Afrobasket de 2009 en Libye puis participe au championnat du monde en 2010 en Turquie, compétition où sa sélection termine 21e.
Considéré comme l'un des piliers du basket-ball ivoirien, Stéphane Konaté obtient 16 titres de champion de Côte d'Ivoire avec son club Abidjan Basket Club et un titre de champion d'Égypte avec le club Gezira sporting club du Caire. Il est élu MVP de l'édition 2005 (en) de la coupe d'Afrique des clubs champions de basket et meilleur marqueur lors de édition 2014 à 34 ans.
Il est ensuite le troisième meilleur marqueur des éliminatoires du Basket African League (BAL).

## Palmarès
- Finaliste du Championnat d'Afrique de basket-ball 2021 avec l'équipe de Côte d'Ivoire de basket-ball
- Finaliste du Championnat d'Afrique de basket-ball 2009 avec l'équipe de Côte d'Ivoire de basket-ball